# Gran beguinaje de Lovaina

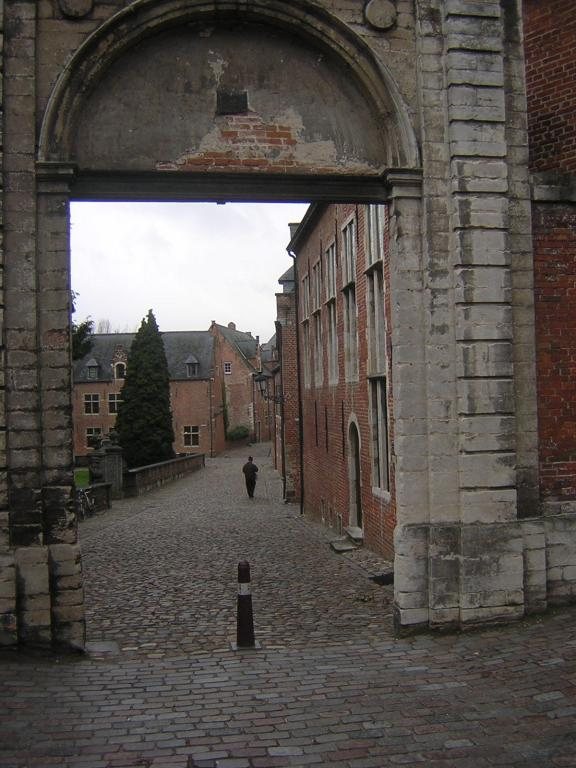
Puerta de entrada principal al Beguinaje de Lovaina.

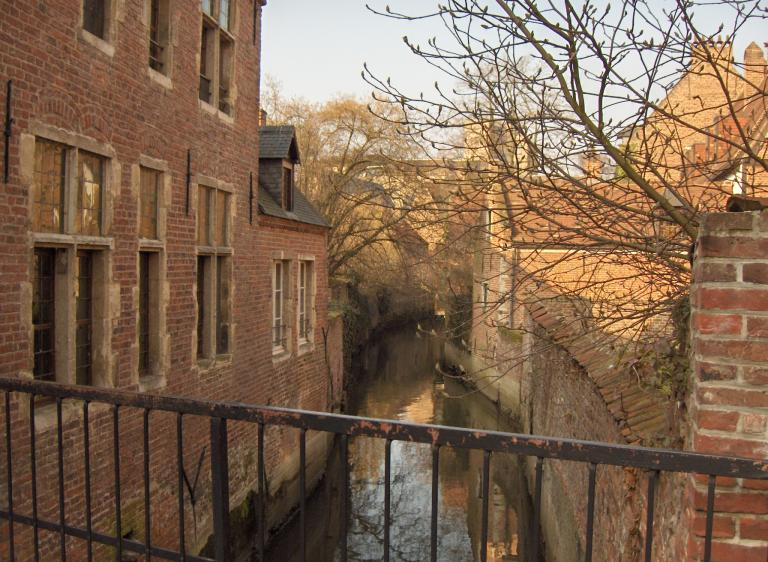
Canal sobre el río Dijle en el Beguinaje de Lovaina.

El Gran Beguinaje de Lovaina (en neerlandés Groot Begijnhof van Leuven) es un centro histórico bien conservado y completamente restaurado que comprende una docena de calles en el sur de la ciudad de Lovaina. Sobre una superficie de alrededor de 3 hectáreas, con unas 300 viviendas en cerca de 100 casas, es uno de los mayores beguinajes que aún existen en Flandes. Este beguinaje se extiende a ambos lados del río Dijle, que se divide en dos canales dentro del beaterio, formando una isla. Sus diferentes partes están conectadas mediante tres puentes. Desde 1960, el beguinaje es propiedad de la Universidad de Lovaina y se utiliza como campus, especialmente como residencia para académicos.

## Historia
El Groot Begijnhof tiene la apariencia de un pequeño pueblo dentro de la ciudad de Lovaina. Se trata de una sucesión de calles, plazas, jardines y parques, con decenas de casas y conventos de un estilo tradicional de ladrillo y piedra arenisca.
Este conjunto se originó a partir de una comunidad para mujeres solteras, (semi-religiosas, beguinas) en el siglo XIII. Los documentos escritos más antiguos datan de 1232. Una inscripción en latín en la iglesia menciona 1234 como fecha de fundación. La comunidad es de suponer que tenga unas cuantas décadas más. Los historiadores locales del siglo XVI, incluyendo a Justus Lipsius, mencionan 1205 como fecha de fundación.
Al igual que otros beguinajes en Flandes, éste de Lovaina tuvo una primera época dorada en el siglo XIII, y los tiempos difíciles fueron durante los conflictos religiosos del siglo XVI. Uno de los sacerdotes de esta comunidad fue el profesor de Teología y rector de la Universidad de Lovaina Adriaan Florensz Boeyens, posteriormente tutor del infante Carlos V y más tarde conocido como el Papa Adriano VI.
Desde finales del siglo XVI, y sobre todo después de los Tregua de los Doce Años de 1621, el beguinaje tuvo una segunda época floreciente, que culminó cerca de la última cuarta parte del siglo XVII y continuando después, aunque con una disminución gradual, hasta la invasión de los antirreligiosos Revolucionarios franceses. El pico de ingresos se produjo con un lapso de tiempo de dos generaciones en el período de 1650-1670, cuando el número de beguinas alcanzó 360
. Hacia el 1700, el número ya había caído de nuevo a 300, debido a la guerra (incluyendo la Guerra de Nueve Años) y las enfermedades. A mediados del siglo XVIII, el número de beguinas se redujo a aproximadamente 250. El aumento repentino de los ingresos, seguido de un largo período de declive gradual, explica la homogeneidad en el estilo arquitectónico de las casas, la mayoría de las cuales fueron construidos en los años 1630-1670. La misma evolución demográfica se puede ver en otros beguinajes, como en la cercana ciudad de Diest , o —un poco más tarde— en el de Lier (cuyas casas son medio siglo más modernas que en Lovaina). Después de la invasión de los revolucionarios franceses, el beaterio de Lovaina no fue vendido como bien nacional como ocurrió con la mayoría de los monasterios y abadías. Las propiedades de la comunidad fueron, sin embargo, confiscadas y atribuidas a la Comisión municipal de bienestar social de Lovaina  y reorganizadas como albergues. Se permitió a las beguinas seguir viviendo en sus casas, pero se alquilaban las habitaciones libres a personas mayores y pobres. Algunos antiguos clérigos retirados vivían de su pensión obligatoria en el beguinaje, entre ellos el último de la Abadía de Villers.
El último sacerdote de la comunidad beguina murió en 1977 a la edad de 107 años. Está enterrado en el cementerio del parque de la Abadía de Heverlee, al sur de Lovaina. La última beguina murió en 1988.

## Restauración

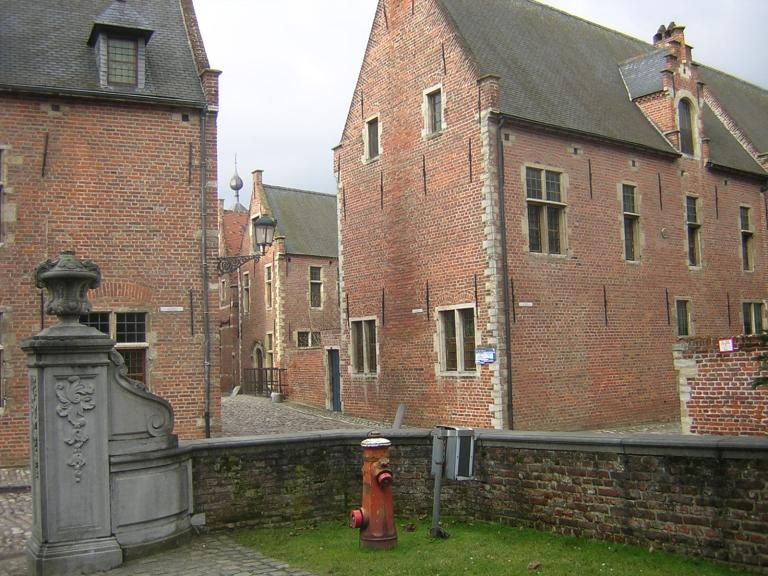
Dos calles del Beguinaje de Lovaina.

Después de más de 150 años de gestión por parte de la comisión municipal de bienestar social de la ciudad de Lovaina y de ser habitado por personas sin capacidad para mantener sus viviendas económicamente, el lugar se encontraba en un estado deplorable en 1960. La Comisión de Bienestar decidió entonces poner a la venta el barrio completo. Un agente inmobiliario mostró interés, pero abandonó sus planes cuando se enteró de que la universidad quería comprar y restaurar el beaterio. Este conjunto fue finalmente restaurado entre 1964 y 1989 por la Universidad Católica de Lovaina, que había comprado el sitio en 1962 a la Comisión de Bienestar Social. La restauración se desarrolló en dos fases. La mayoría de las calles fueron restauradas en los años 1960 y 1970, bajo la supervisión del profesor Lemaire. La iglesia y la calle junto a él fueron restauradas en la década de 1980. El proyecto de restauración a gran escala de todo un barrio, y de acuerdo con los principios de la Carta de Venecia, fue un impulso importante a la popularidad de los beguinajes y de la arquitectura tradicional en general. En 1998 fue reconocido oficialmente por la Unesco como Patrimonio de la Humanidad.

## Arquitectura

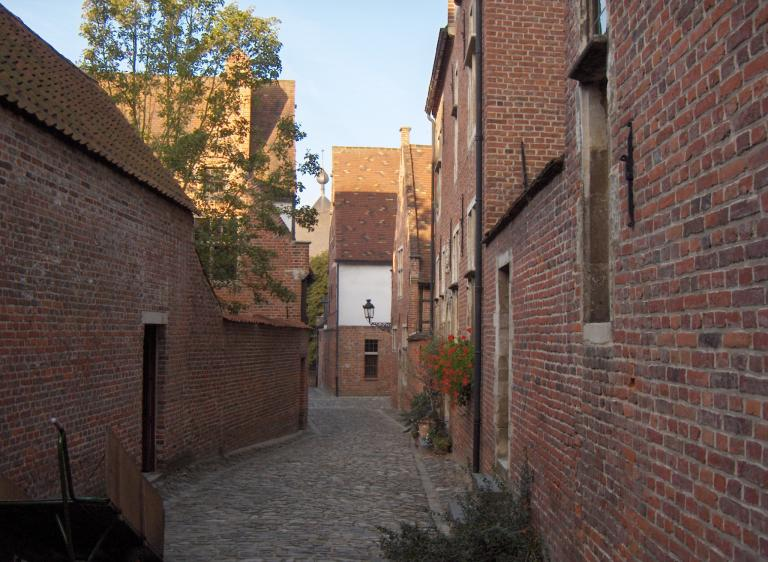
Calle estrecha en el Gran Beguinaje de Lovaina.

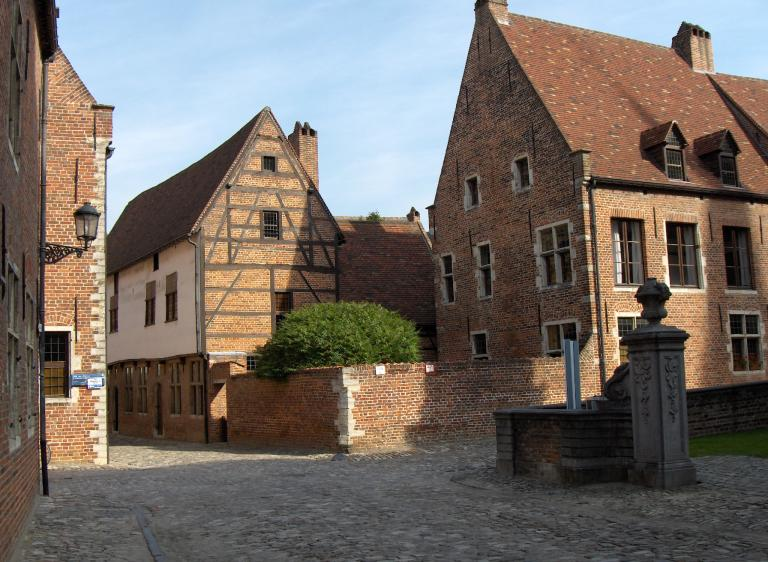
Estructura de madera visible en una casa del Gran Beguinaje de Lovaina.

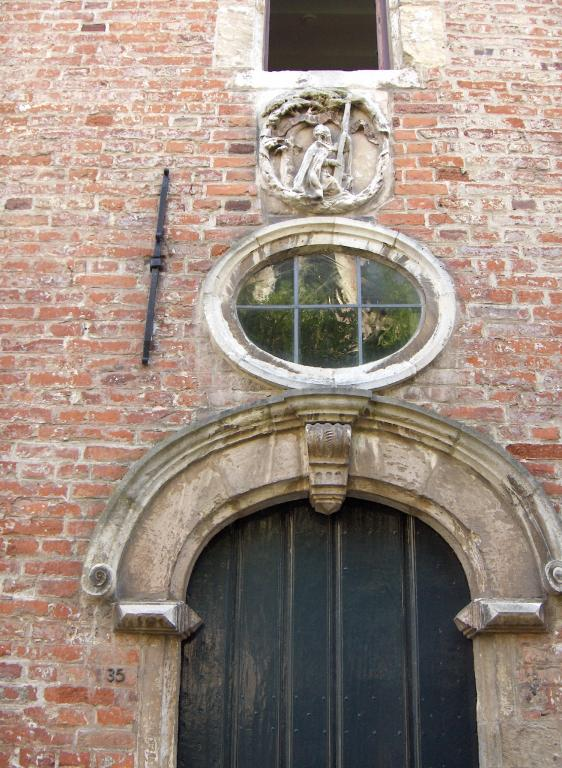
Detalle de una fachada en el Gran Beguinaje de Lovaina.

El Gran Beguinaje de Lovaina tiene la apariencia de un pequeño pueblo en sí mismo, con casas situadas a lo largo de una red de calles estrechas y pequeñas plazas. Esto está en contraste con los béguinages de Brujas y Ámsterdam , donde todas las casas dan a un patio central. El único gran espacio de césped, en la margen izquierda del río, es el resultado de la demolición de algunas casas en el siglo XIX. Cinco casas datan del siglo XVI, tres de las cuales tienen estructura de madera. La denominada casa de Chièvres fue construida en 1561, de acuerdo con la voluntad de Maria van Hamal, viuda de Guillermo de Croy, duque de Aarschot y asesor en asuntos políticos del emperador Carlos V. El techo característico en forma de tienda de campaña con la parte superior en forma de cebolla, evoca las dos torres del castillo del duque en Heverlee (hoy conocido como Castillo de Arenberg).
La mayoría de las casas se remontan al periodo 1630-1670. Fueron construidos en la arquitectura tradicional de la zona, enriquecidas con elementos sobrios y barrocos. Las fachadas muestran ladrillos rojos con marcos de piedra arenisca de barras cruzadas para ventanas y puertas. Un elemento típico en el beaterio de Lovaina son las numerosas buhardillas, a menudo elaborados con hastiales escalonados y ventanas de arco redondo.
Muchas casas tienen, llamativamente, pocas y pequeñas ventanas en la planta baja debido a que a las beguinas les interesaba mucho preservar su vida privada. En las casas con grandes ventanales en la planta baja,  se oculta el interior mediante una pared adicional, como sigue siendo el caso también en otros beguinajes.
Algunas casas fueron reemplazadas o construidas en el siglo XIX, pero esto ha sucedido mucho menos que en otras beguinajes, como en Lier.
La iglesia es una basílica  gótica con elementos románicos. Como es habitual en las órdenes mendicantes o congregaciones de mujeres, no tiene torre, sólo una flecha. Desde 1998, esta flecha tiene un pequeño carillón, que toca una melodía relacionada con las beguinas  cada media hora. La entrada norte de la iglesia presenta dos inscripciones latinas que indican los años de fundación, del Beaterio (1234 - anno domini MCCXXXIIII curia incepit) y de la iglesia (1305). El extremo oriental de la iglesia tiene una alta ventana del siglo XIV  que ilumina el ático por encima de la bóveda de arista construida en el siglo XVII. El interior de la iglesia de 27 metros de ancho (la iglesia más ancha de la ciudad) contiene una nave y dos pasillos de diez vanos. La luz natural está presente de manera prominente. Las arcadas que separan las naves de los pasillos llevan estatuas de los doce apóstoles, María y San José con el Niño. Estas estatuas, como la mayoría de otras obras de arte, son de estilo barroco.  La restauración en la década de 1980 reveló murales del siglo XIV.

## Ten Hove y Aborg

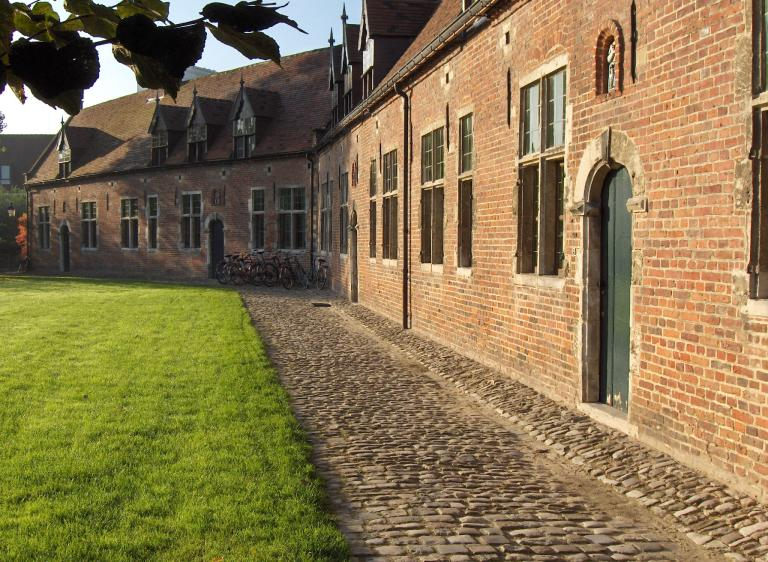
El llamado Barrio español (Spaanse quartier). Esta extensión del del beguinaje es también conocida como Aborg, que significa `Castillo viejo'.

El nombre del barrio del Beaterio, Ten Hove (Hof = Corte), así como el nombre antiguo de la orilla izquierda del río (Aborg = Vetus Castellum = Old Castle) parecen hacer referencia a asentamientos anteriores, posiblemente, la corte  de los primeros Señores de Lovaina. Este pudiera haber sido por tanto el campo donde tuvo lugar la batalla de Lovaina. En 891, el emperador Arnulfo de Carintia puso fin aquí a las invasiones de los vikingos. Sin embargo, no hay evidencia segura para esta hipótesis que se haya encontrado en el Beguinaje, y por lo tanto, algunos autores expresan sus dudas de que el Beguinaje sea la ubicación precisa de la batalla.

## Coordenadas
Coordenadas : 50.8717 ° N 4.6969 ° E